# Čtvero ročních období (Arcimboldo)
Čtvero ročních období je název několika sérií manýristických maleb Giuseppa Arcimbolda a případně jeho žáků, které znázorňují alegorické hlavy symbolizující roční období, složené na způsob zátiší z rozličných předmětů vztahujících se k příslušnému období. Z Arcimboldovy vlastní ruky pocházejí tři cykly:
- Řada z roku 1563, zvaná vídeňská, je vytvořena technikou olejomalby na dřevě. Jaro vlastní madridská Real Academia de Bellas Artes de San Fernando, Léto a Zima jsou ve Vídni v Uměleckohistorickém muzeu. Podzim se nedochoval.
- Řada z roku 1572, vytvořená technikou olejomalby na plátně, obsahuje rovněž jen tři obrazy: Léto má Denverské umělecké muzeum, Podzim je vystaven ve stejném muzeu, ale patří soukromému vlastníkovi, a Zimu vlastní De Menilova sbírka v Houstonu.
- Řada z roku 1573, provedená rovněž technikou olejomalby na plátně, je jediná úplná. Všechny čtyři obrazy má Louvre v Paříži.

Kromě těchto nesporných Arcimbodových obrazů existují další dobové kopie, některé z Arcimboldovy dílny.

## Galerie

### Řada z roku 1563

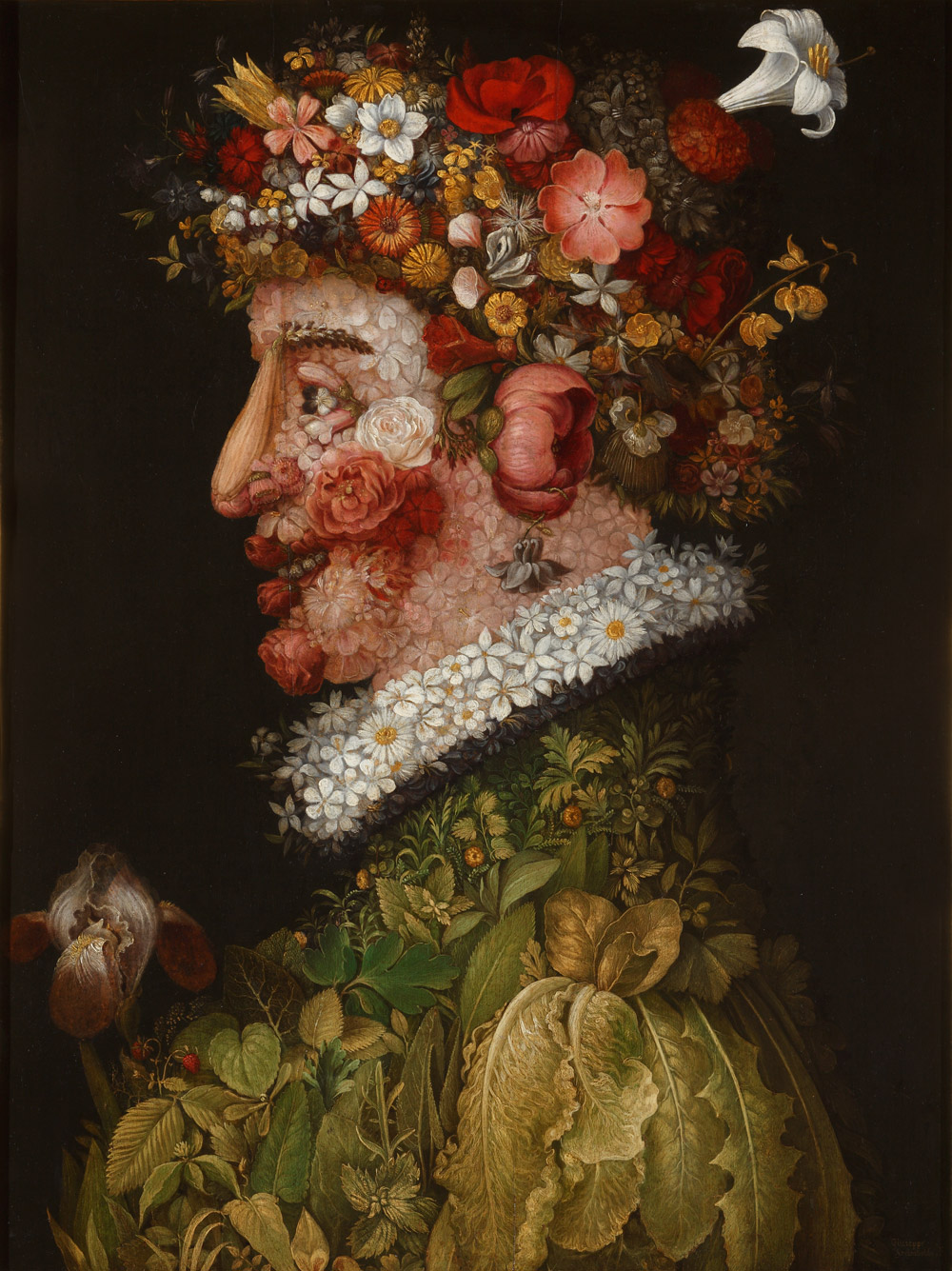
Jaro (1563)
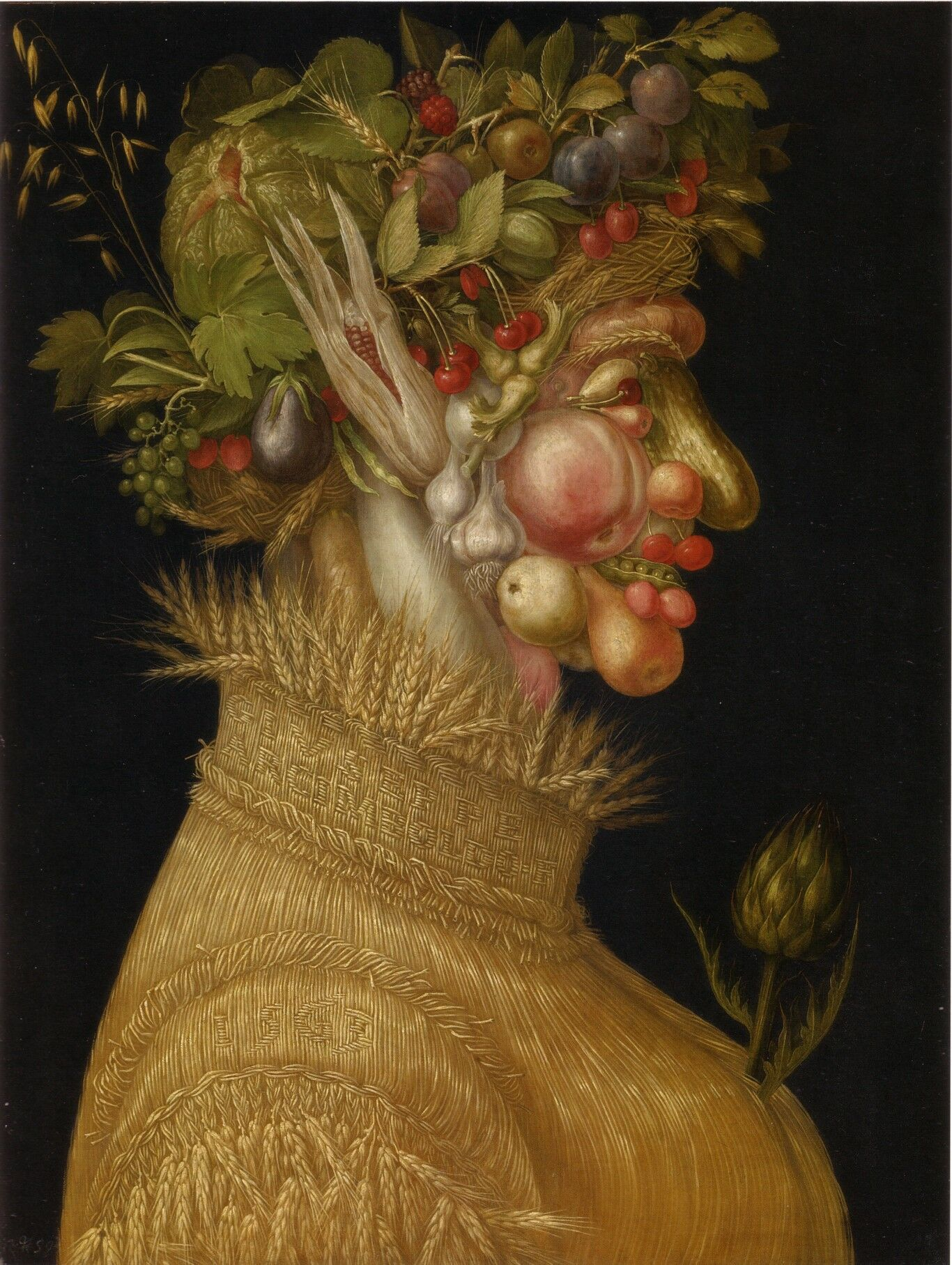
Léto (1563)
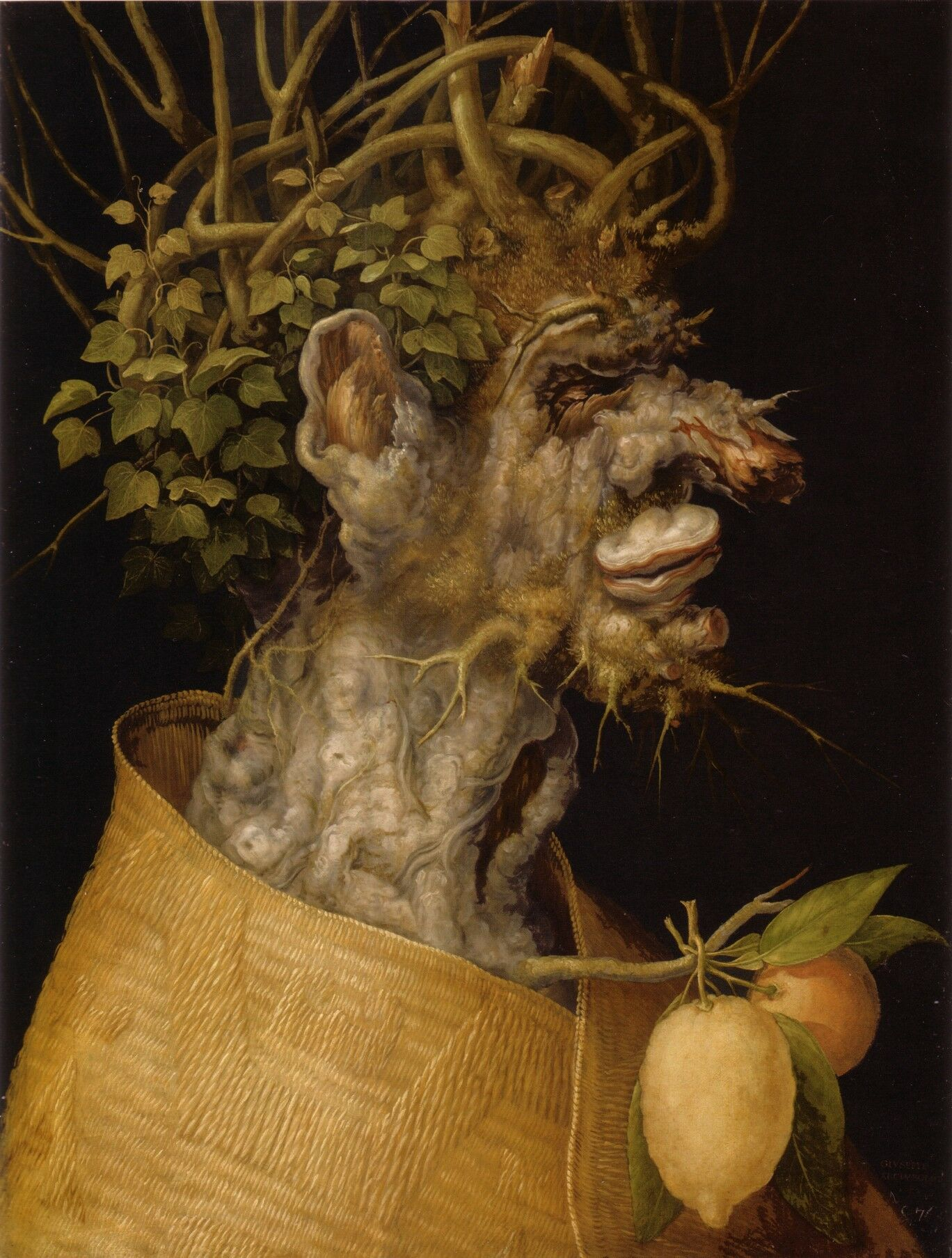
Zima (1563)

### Řada z roku 1572

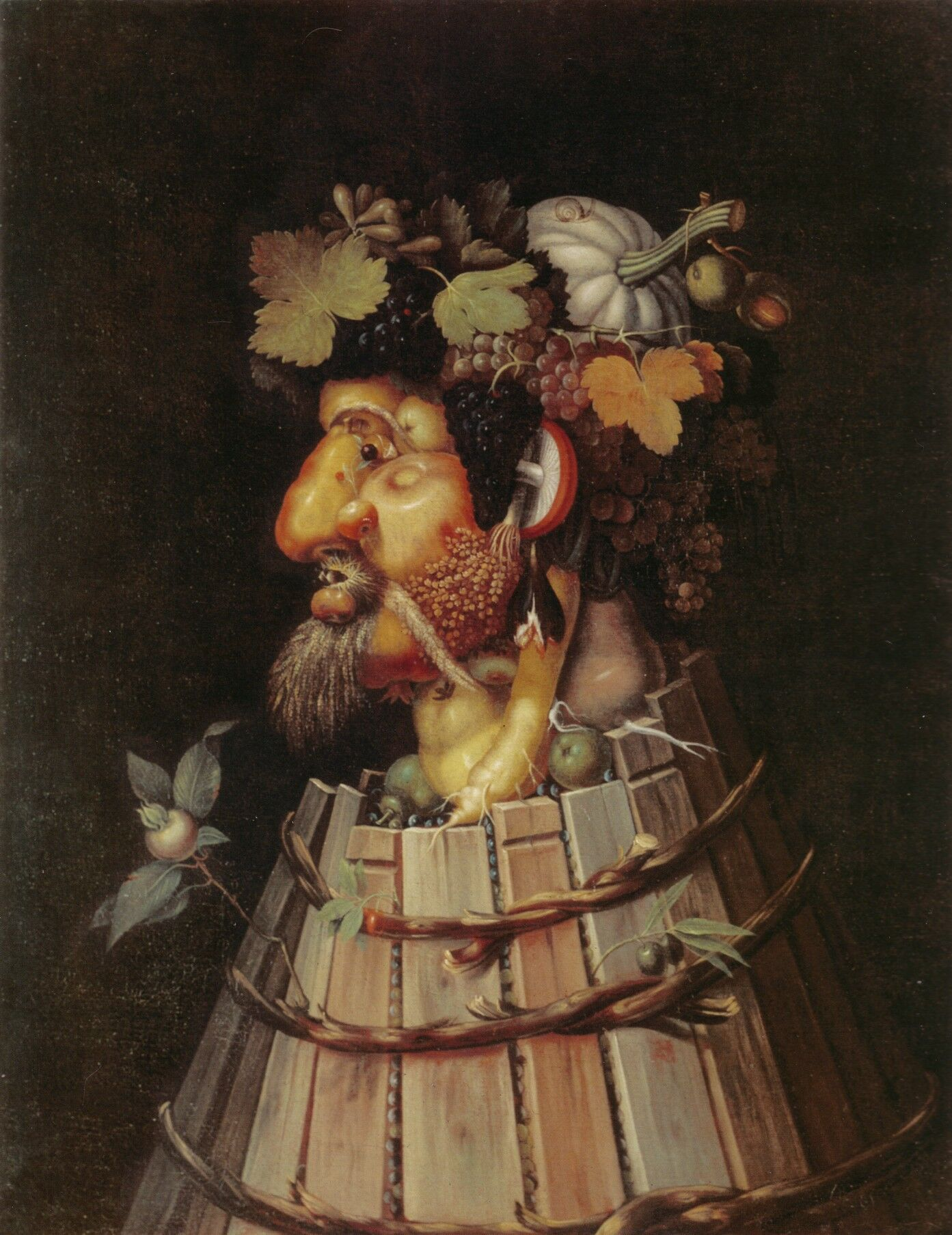
Podzim (1572)

### Řada z roku 1573

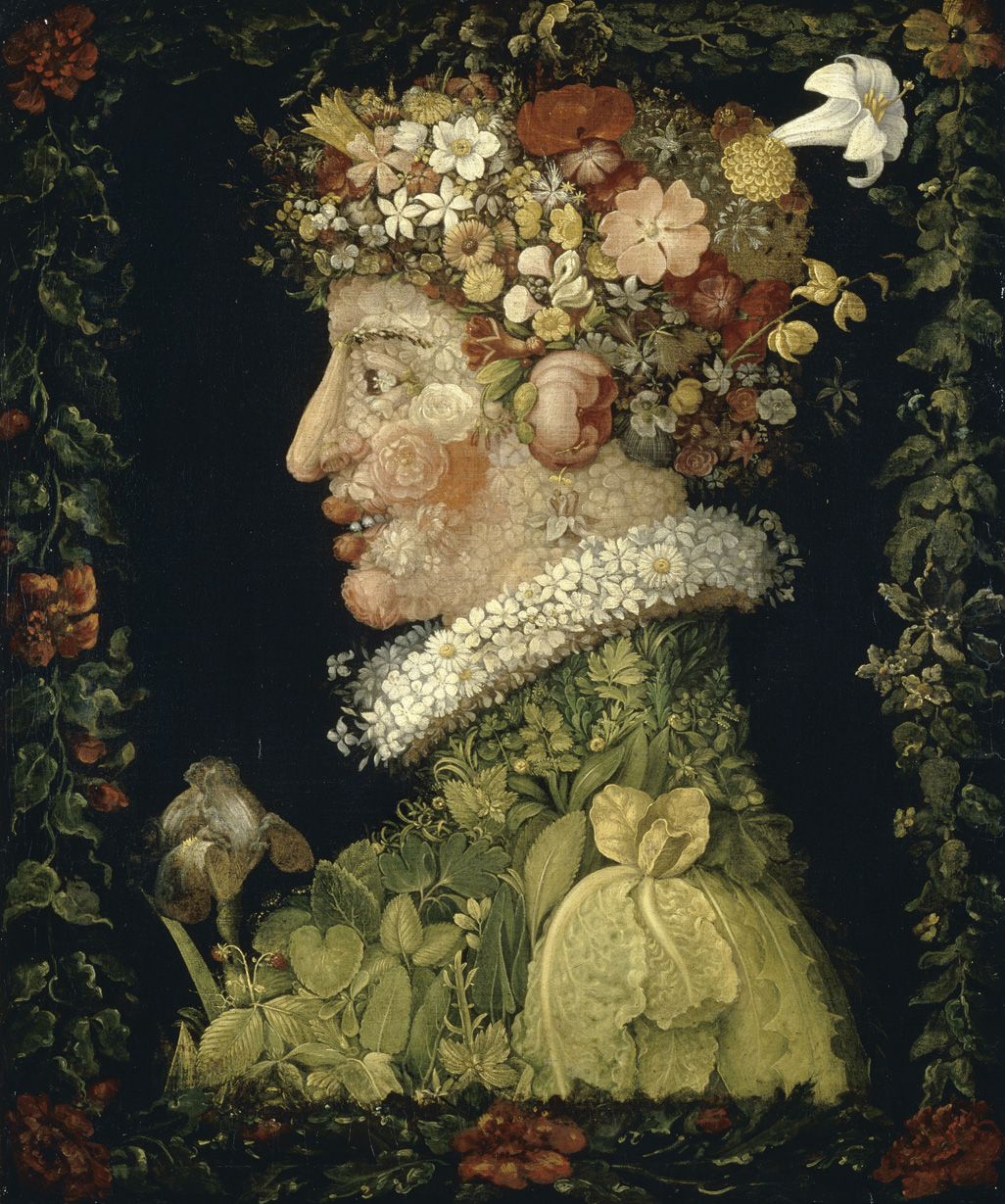
Jaro (1573)
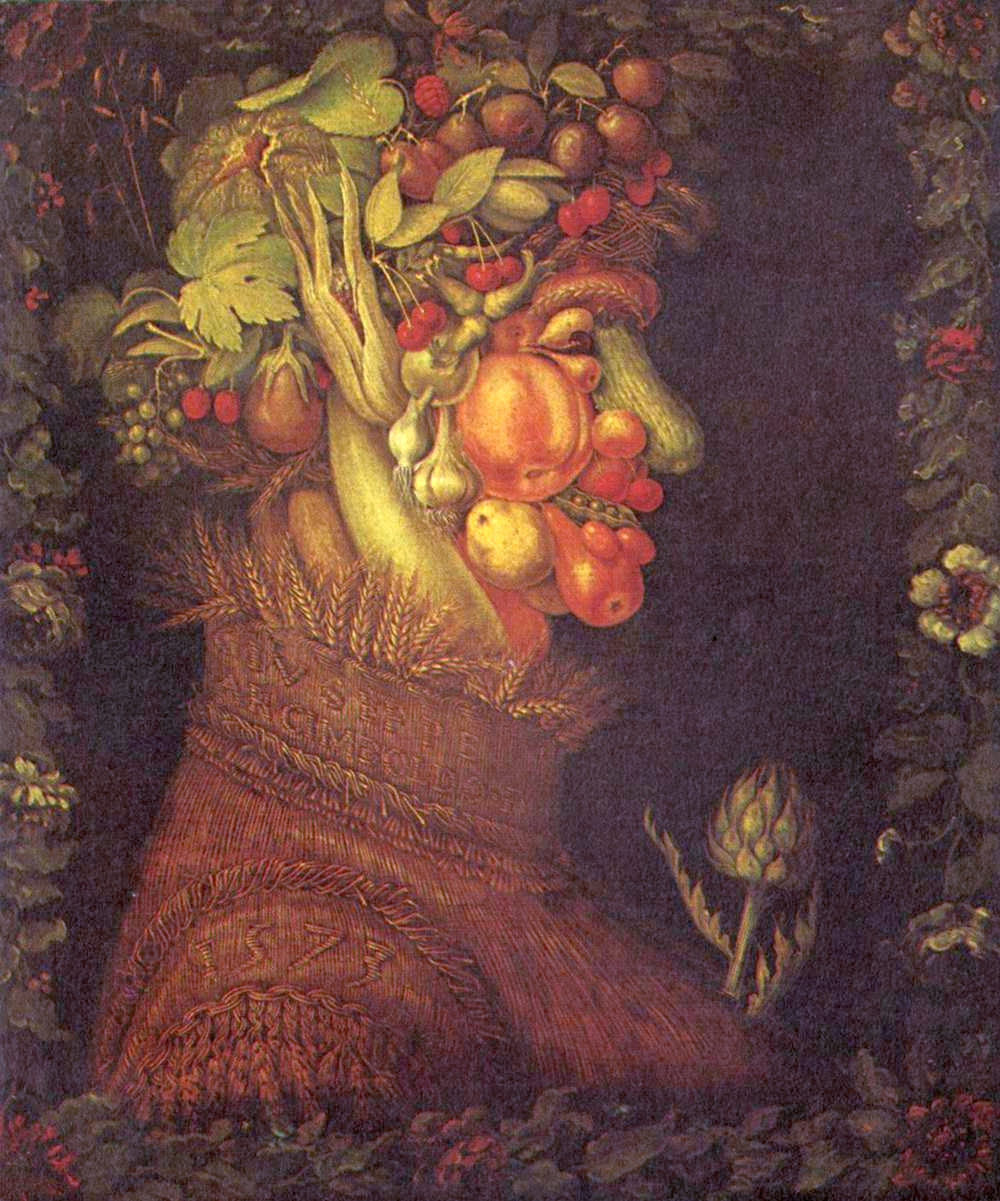
Léto (1573)
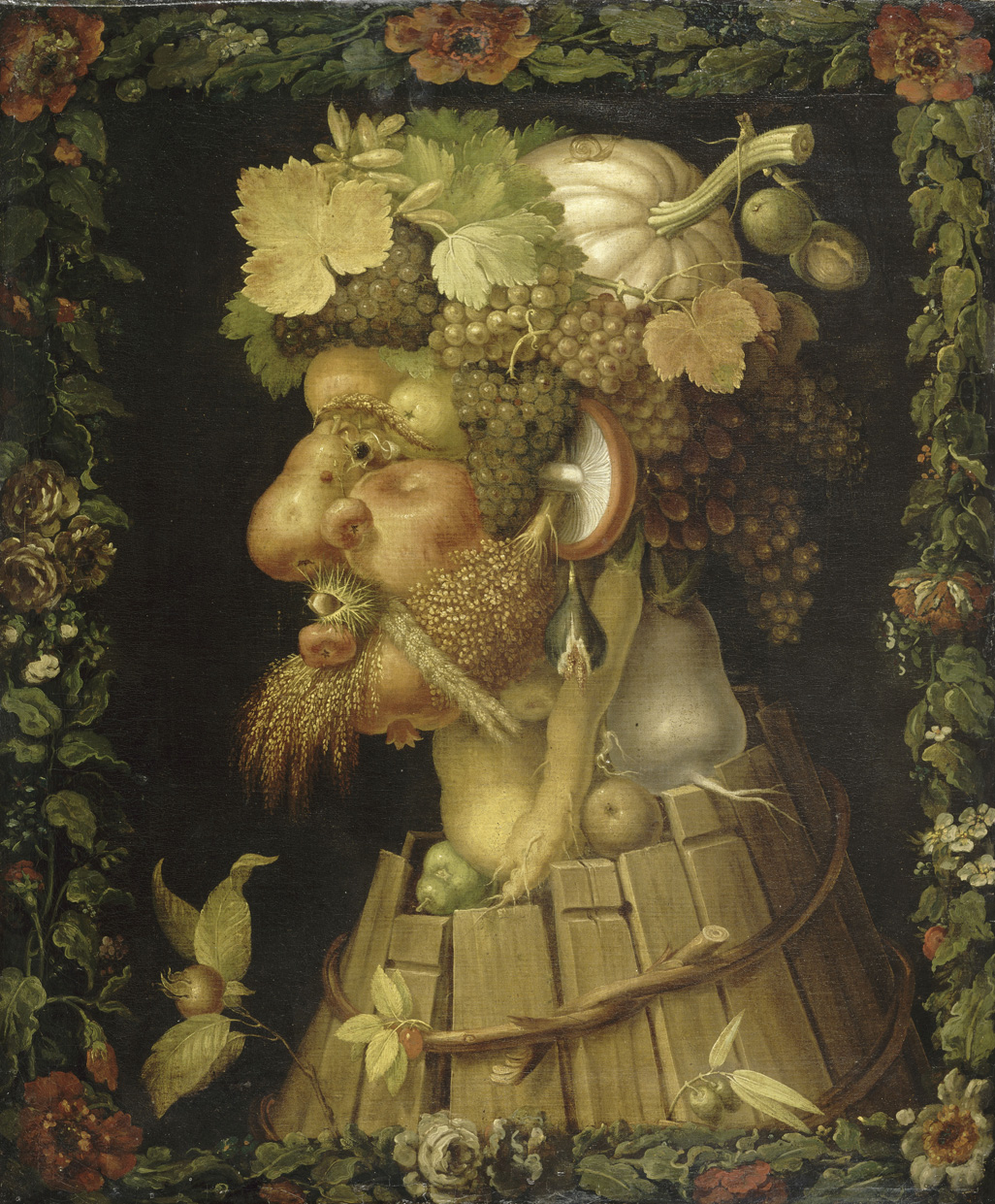
Podzim (1573)
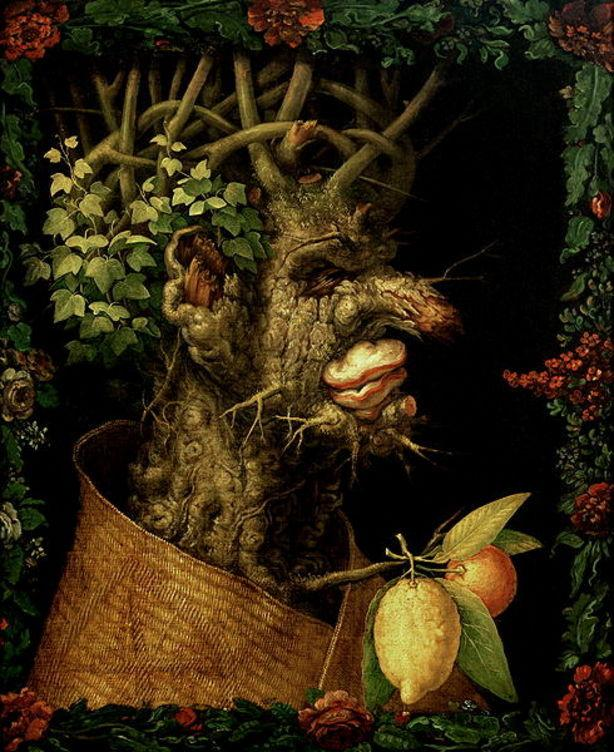
Zima (1573)